# Edward Fertner

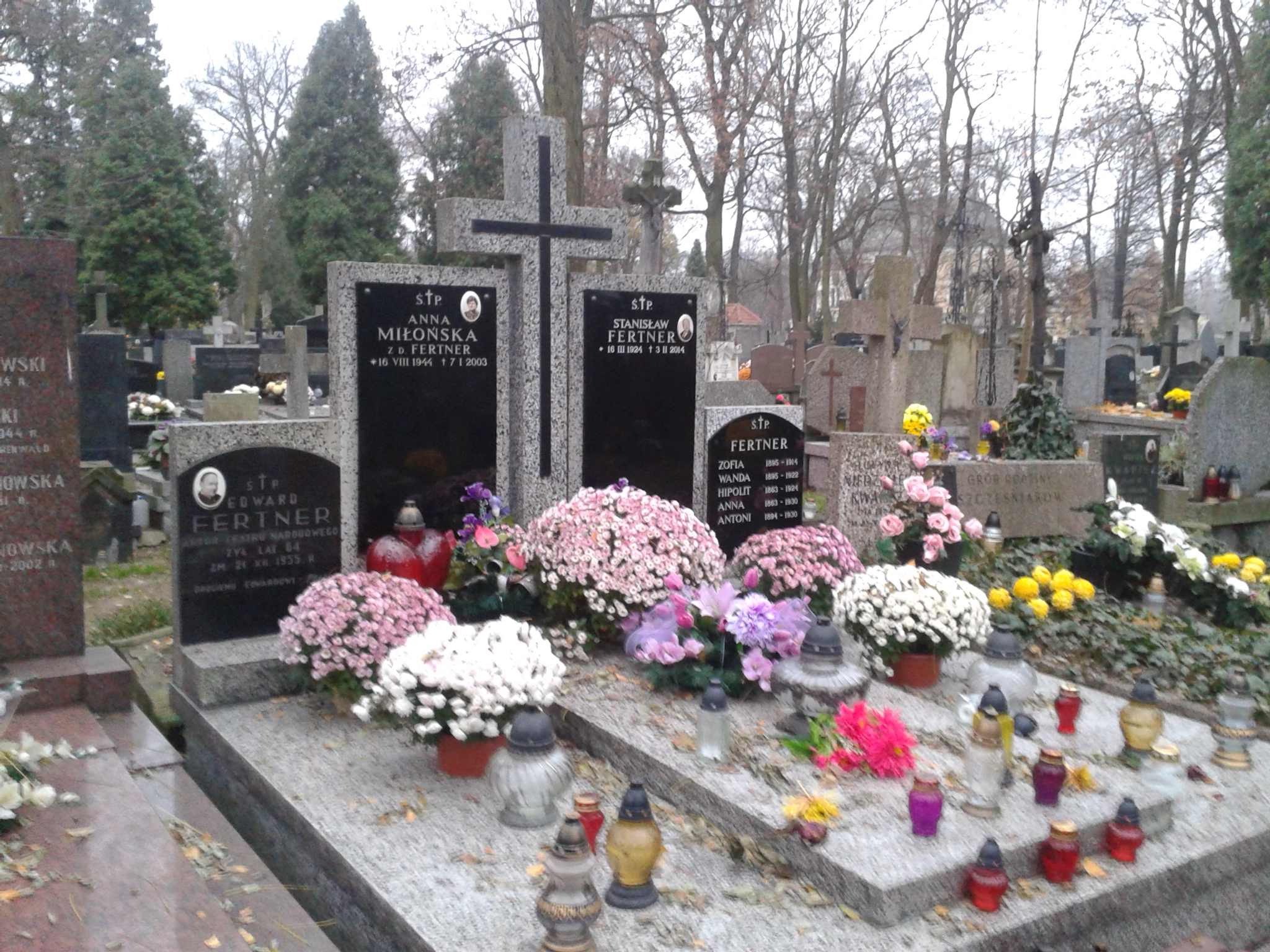
Grób Edwarda Fertnera na cmentarzu Bródnowskim

Edward Fertner (ur. 26 lipca 1891 w Warszawie, zm. 21 grudnia 1955 w Łodzi) – polski aktor i reżyser teatralny.

## Życiorys
Urodził się w rodzinie Hipolita i Anny z Walewskich. Po ukończeniu w Warszawie szkoły średniej, uczył się aktorstwa na prywatnych lekcjach. Zadebiutował na scenie w grudniu 1913 w Warszawie w Teatrze Nowoczesnym, następnie występował w Teatrze Praskim.  W sezonie 1922/23 występował w lubelskim Teatrze Miejskim; w sezonie 1923/24 w Teatrze Nowym w Poznaniu, w sezonie 1924/25 w Teatrze Bagatela w Krakowie, w latach 1925–1928 w Teatrach Miejskich we Lwowie, w sezonie 1928/29 w Teatrze Gong w Krakowie, w sezonie 1930/31 w Teatrze Wołyńskim w Łucku, w grudniu 1931 w Teatrze Melodram w Warszawie, następnie w warszawskich teatrach rewiowych Nowy Ananas i Rakieta (1932). W 1932 występował w Teatrze Polskim w Poznaniu, w sezonie 1934/35 w Teatrze Ateneum w Warszawie, w sezonie 1935/36 w Teatrze Nowym w Kaliszu (poza grą aktorską otrzymał również etat głównego reżysera), w sezonach 1937/38 i 1938/39 w Teatrze Wołyńskim im. Słowackiego w Łucku (brał też udział w objazdach tego teatru).
Po wyzwoleniu występował w Warszawie: w Miejskich Teatrach Dramatycznych (1945–1947), w Teatrze Nowym (1947–1949) i od sezonu 1949/50 do śmierci w Teatrze Narodowym (a także na scenie Teatru Współczesnego).
Jego ostatnią wielką kreacją była rola Dyndalskiego w filmie Zemsta, ekranizacji komedii autorstwa Aleksandra Fredry.
19 stycznia 1955 został odznaczony Medalem 10-lecia Polski Ludowej. 
Zginął w trakcie zdjęć do filmu wskutek obrażeń doznanych po niefortunnym wypadku na planie. Pochowany 31 grudnia 1955 na cmentarzu Bródnowskim w Warszawie (kwatera 13A-4-16).